# سیارک ۲۱۵۶۳
سیارک ۲۱۵۶۳ (به انگلیسی: 21563 Chetgervais، نامگذاری:1998QW95) بیست و یک هزار و پانصد و شصت و سومین سیارک کشف شده‌است که در ۱۹ اوت ۱۹۹۸ کشف شد.
قدر مطلق سیارک برابر ۱۸.۶ است.